# Osmorhiza mexicana
Osmorhiza mexicana är en flockblommig växtart som beskrevs av August Heinrich Rudolf Grisebach. Osmorhiza mexicana ingår i släktet Osmorhiza och familjen flockblommiga växter.

## Underarter
Arten delas in i följande underarter:
- O. m. bipatriata
- O. m. mexicana